# Portulacaria longipedunculata
Portulacaria longipedunculata (anteriorment Ceraria longipedunculata o Ceraria kaokoensis) és una planta suculenta de fulla petita que es troba a l'extrem nord de Namíbia i al sud d'Angola.
És un arbust de fusta tova, caducifoli amb fulles llargues, fines, suculentes i flors bisexuals.